# Liberale auf Åland
Die Liberalen auf Åland (schwedisch Liberalerna på Åland, Abkürzung Lib) sind eine liberale Partei, welche in der autonomen finnischen Provinz Åland aktiv ist. Seit der Parlamentswahl in Åland 2015 sind die Liberalen auf Åland die stärkste politische Kraft und haben mit rund 650 Mitgliedern und Abteilungen in allen 16 Gemeinden auch die meisten Mitglieder der Parteien auf Åland.

## Geschichte
Vor der Parlamentswahl in Åland 1979 schlossen sich 1978 die LoS-Liberalen (schwedisch LoS-Liberalerna) mit den Zentrumsliberalen (schwedisch Mittenliberalerna) zu den Liberalen auf Åland zusammen. Die Zentrumsliberalen selbst gründeten sich 1968 und sind die wichtigste Vorgängerpartei der heutigen Liberalen auf Åland. Die LoS-Liberalen waren hingegen eine erst 1975 entstandene Abspaltung aus der Wahlvereinigung des ländlichen Raums und der Inseln (schwedisch Landsbygdens och skärgårdens valförbund, Abkürzung LoS), die sich 1976 an der Gründung des Åländischen Zentrums beteiligte.
Zwischen 1983 und 2003 war Gunnar Jansson 20 Jahre lang Abgeordneter der Liberalen auf Åland im Finnischen Parlament. Bei der Parlamentswahl in Åland 2007 erreichten die Liberalen auf Åland ihr seither bestes Ergebnis von 10 Mandaten und stellten zusammen mit dem Åländischen Zentrum die Regierung. Bei der Parlamentswahl in Åland 2011 erfuhr die Partei jedoch einen herben Rückschlag, indem sie ihre Mandatszahl um 4 Mandate auf 6 verringerte. Bei der Parlamentswahl in Åland 2015 verbesserte sie ihr Ergebnis lediglich um ein Mandat auf 7 Mandate, stellt aber seither mit Katrin Sjögren wieder die Regierungschefin in einer Koalition mit der Moderaten Sammlung für Åland und Ålands Sozialdemokraten.

## Ausrichtung
Die Liberalen auf Åland verstehen sich als klassische liberale Partei. Grundgedanke ist ein freies Unternehmertum mit möglichst wenig staatlichen Eingriffen. Insbesondere der Steuerdruck auf die Unternehmen soll reduziert werden. Im Gegenzug muss dafür mit den vorhandenen Steuereinnahmen verantwortungsbewusst und sparsam umgegangen werden. Daher glaubt die Partei an die Stärke des Einzelnen, der sein Leben ohne staatliche Hilfe koordinieren kann. Trotz alledem hat die Gesellschaft die Verantwortung, Ungleichheiten auszubügeln. Die Grundlage für eine solche Gesellschaftsordnung ist eine liberale Demokratie, Gerechtigkeit und Gleichbehandlung. Die Aufgaben des Staates beschränken sich im Gedanken der Partei auf die Bereitstellung einer guten Infrastruktur, eines guten Gesundheitssystems, eines fairen Wettbewerbs und einem Anstiften zum nachhaltigen Handeln. So kann die Freiheit des Einzelnen gewährleistet und die Wirtschaftlichkeit der Unternehmen verbessert werden.

## Wahlergebnisse
| Jahr | Sitze | Stimmen | Stimmen |
| ---- | ----- | ------- | ------- |
| 1979 | 09    | 2.763   | 29,6 %  |
| 1983 | 09    | 3.005   | 28,9 %  |
| 1987 | 08    | 2.530   | 23,7 %  |
| 1991 | 07    | 2.462   | 22,9 %  |
| 1995 | 08    | 2.981   | 26,6 %  |
| 1999 | 09    | 3.463   | 28,7 %  |
| 2003 | 07    | 2.970   | 24,1 %  |
| 2007 | 10    | 4.176   | 32,6 %  |
| 2011 | 06    | 2.630   | 20,3 %  |
| 2015 | 07    | 3.216   | 23,3 %  |
| 2019 | 06    | 2.788   | 19,6 %  |
| 2023 | 09    | 4.204   | 29,9 %  |

| Jahr | Sitze | Stimmen | Stimmen |
| ---- | ----- | ------- | ------- |
| 1995 | 43    | 2.677   | 23,5 %  |
| 1999 | 45    | 3.034   | 24,8 %  |
| 2003 | 42    | 2.871   | 22,9 %  |
| 2007 | 41    | 3.535   | 27,8 %  |
| 2011 | 34    | 2.531   | 18,8 %  |
| 2015 | 34    | 2.946   | 20,2 %  |

| Jahr | Sitze | Stimmen | Stimmen |
| ---- | ----- | ------- | ------- |
| 1995 | 1     | 6.038   | 61,0 %  |
| 1999 | 1     | 5.870   | 56,1 %  |
| 2003 | –     | 3.323   | 28,5 %  |
| 2015 | –     | 1.277   | 10,5 %  |